# Sportovec roku 2000

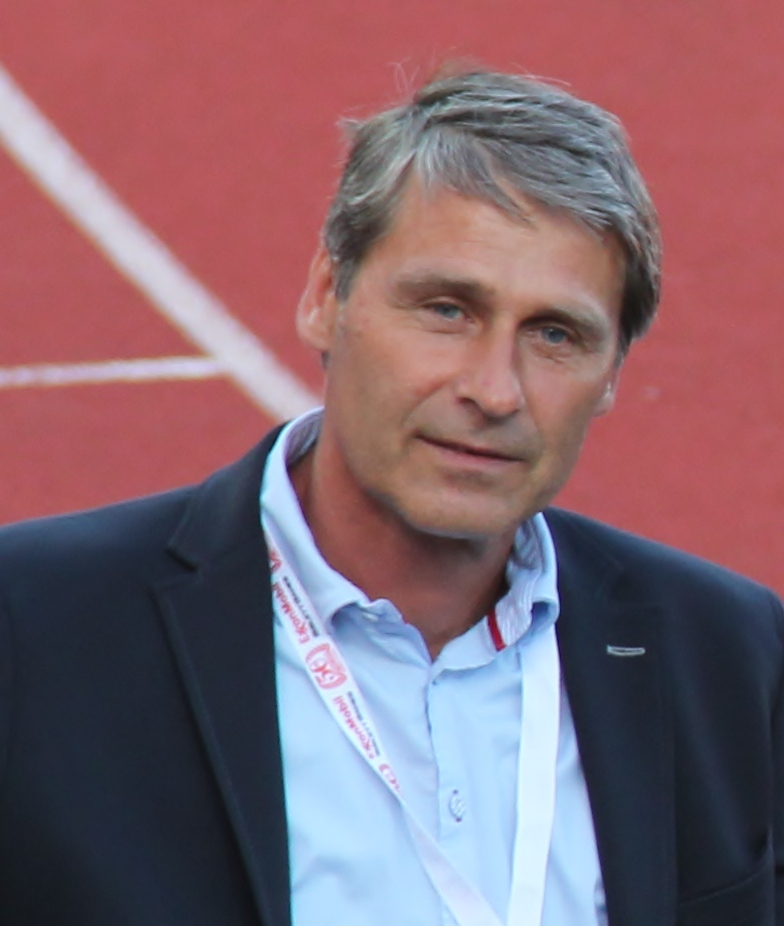
Jan Železný

Sportovec roku 2000 byl 42. ročník ankety Sportovec roku a osmý v samostatném Česku. Vítězem se stal oštěpař Jan Železný, který toho roku na hrách v Sydney získal své třetí olympijské zlato. Potřetí se stal také vítězem ankety Sportovec roku, po triumfech v letech 1993 a 1995. V kategorii družstev zvítězila česká hokejová reprezentace, která toho roku obhájila v Petrohradu titul mistrů světa. Poprvé v historii ankety byla vyhlášena též "sportovní legenda". Organizátoři se rozhodli, že tento titul budou udělovat i zesnulým sportovcům, takže časem by měla z laureátů vzniknout jakási síň slávy českého sportu. Jako první byl takto uveden legendární běžec Emil Zátopek, po němž byla cena pro sportovní legendu vzápětí pojmenována. Čtyřnásobný olympijský vítěz Zátopek sám cenu Sportovec roku nikdy nedostal, neboť vznikla až po éře jeho největších úspěchů (v roce 1959). Možnost ocenit i sportovce, jež šířili slávu českého sportu před vznikem ankety, byla také jeden z motivů pro vznik této kategorie. Emil Zátopek zemřel v listopadu 2000 a předání ocenění se tak již nedožil. 

## První desítka jednotlivci
1. Jan Železný (atletika) - 2190 bodů
2. Štěpánka Hilgertová (vodní slalom) - 1757
3. Roman Šebrle (atletika) - 1656
4. Jaromír Jágr (lední hokej) - 1170
5. Rudolf Kraj (box) - 1106
6. Jan Řehula (triatlon) - 1085
7. Pavel Nedvěd (fotbal) - 929
8. Tomáš Dvořák (atletika) - 841
9. Petr Málek (sportovní střelba) - 737
10. Daniel Málek (plavání) - 610

## První trojka družstva
1. česká hokejová reprezentace - 623 bodů
2. česká hokejová reprezentace do 20 let - 422
3. česká fotbalová reprezentace do 21 let - 283

## Sportovní legenda
- Emil Zátopek